# عبد الملك بن عبد السلام اللمغاني
وهو الشيخ مجد الدين عبد الملك بن عبد السلام بن إسماعيل اللمغاني، ولد في محلة الإمام أبي حنيفة عام 581 هـ/1185م، وبها نشأ، ودرس على والدهِ وعلماء عصره، حتى ذاع صيته وأشتهر فضله، وأشتهر بالتدريس على المذهب الحنفي في مدرسة الإمام الأعظم، ولهُ مؤلفات فقهية، وتخرج على يديه الكثير من علماء بغداد، وشهد عند قاضي القضاة أبي صالح نصر بن عبد الرزاق ابن الشيخ عبد القادر الجيلاني، وتصرف في الأعمال الديوانية، وكان عالِماً فقيهاً كبير المنزلة محترماً لدى أرباب الدولة من الوزراء والولاة.
ثم عين مدرساً في المدرسة الموفقية، وفي الوقت عينه أسند إليه التدريس في مدرسة الإمام الأعظم وأقر على وكالة الأمير أبي القاسم عبد العزيز ابن الخليفة المستنصر بالله.

## وفاته
توفي الشيخ مجد الدين اللمغاني في ذي الحجة من عام 648 هـ/1250م، وشيع في موكب مهيب ودفن في مقبرة الخيزران في بغداد بجوار قبر أبيه.